# Ризлинг
Вижте пояснителната страница за други значения на Ризлинг.
Ризлинг (на немски: Riesling) известен и като Рейнски ризлинг е стар бял винен сорт грозде с произход от района на реките Рейн и Мозел, Германия. Споменава се с името „Ризлинген“ в немски документ от 13 март 1435 г. С името „Ризлинг“ се споменава за първи път през 1552 г.
Освен в Германия, където заема 25 % от всички насаждения (около 23 000 ха), сортът е разпространен и в много лозарски страни: Австрия (1000 ха), Люксембург, Северна Италия, Франция (3000 ха), България, Унгария, Сърбия, Чехия, Румъния, Швейцария, Русия, Украйна, САЩ (2000 ха), Канада, Австралия (3500 ха), Нова Зеландия, Южна Африка, Аржентина (50 ха), Китай и др. В България сортът е райониран и се отглежда в по-хладните североизточни райони.
Познат е и с наименованията: Немски ризлинг, Ризлинг Ренано (Италия), Рейнризлинг (Австралия), Рейна Ризлинг (Унгария), Рейнски Ризлинг (Югославия), Белый рислинг и Рислинок (Русия и Украйна), Йоханисбергер, Biela Grasevina, Grauer Riesling, Kleinriesler, Pfaelzer, Reno, Riesling Grosso, Riesling Mosel, Rossling, Russel и др.
Средно зреещ сорт: узрява през първата половина на септември. Развива се добре на леки чакълести почви, на хълмисти терени в по хладни райони. лозите имат среден растеж, добра родовитост и среден добив. При добри грижи от него се получават около 800 – 1000 кг от декар. Сравнително устойчив е на студ и суша, но е чувствителен на сиво гниене и гъбични заболявания. Има добър афинитет към разпространените подложки. Развива благородно гниене и при подходящи реколти в Германия се произвеждат отлични полусладки вина, които се считат за едни от най-добрите в света.
Гроздът е малък (80 – 100 г.), цилиндрично-коничен, с едно крило, полусбит до сбит. Зърната са дребни (1,2 – 1,4 г.), сферични, често деформирани, матовозеленикавожълти с дребни редки точици и с широко пъпче. Кожицата е тънка, жилава. Месото е сочно, с хармоничен вкус.
Ризлинг е гордостта на немското лозарство и винопроизводство. Използва се за получаване на висококачествени бели трапезни вина и шампански виноматериали. Натрупва захари: 18 – 19 %, при много добра киселинност: 7,5 – 8,39 г/куб. дм. Сортовите вина се отличават с бледо жълт, понякога клонящ към зелено цвят, фин плодов вкус и аромат на ябълка, праскова, кайсия и мед. Ароматът подлежи на развитие при съхранение и добива комплексен, специфичен и пикантен характер. В Германия сладките вина обикновено са афектирани от Botrytis Cinerea (благородна плесен) и са класифицирани според сладостта в нива – Ауслезе (Auslese), Бееренауслезе (Beerenauslese) и Трокенбееренауслезе(Trockenbeerenauslese). В Германия гроздето се използва и за производство на ледени вина.